# Valence-sur-Baïse
Valence-sur-Baïse é uma comuna francesa na região administrativa da Occitânia, no departamento de Gers. Estende-se por uma área de 27.6 km², e possui 1.127 habitantes, segundo o censo de 2018, com uma densidade de 41 hab/km².